# Nippononeta masatakana
Nippononeta masatakana är en spindelart som beskrevs av Ono och Saito 200. Nippononeta masatakana ingår i släktet Nippononeta och familjen täckvävarspindlar. Inga underarter finns listade i Catalogue of Life.